# نانا اسمیت
 نانا اسمیت (انگلیسی: Nana Smith؛ زاده ۱۰ آوریل ۱۹۷۱) یک تنیس‌باز اهل ژاپن است.